# Pete Allen

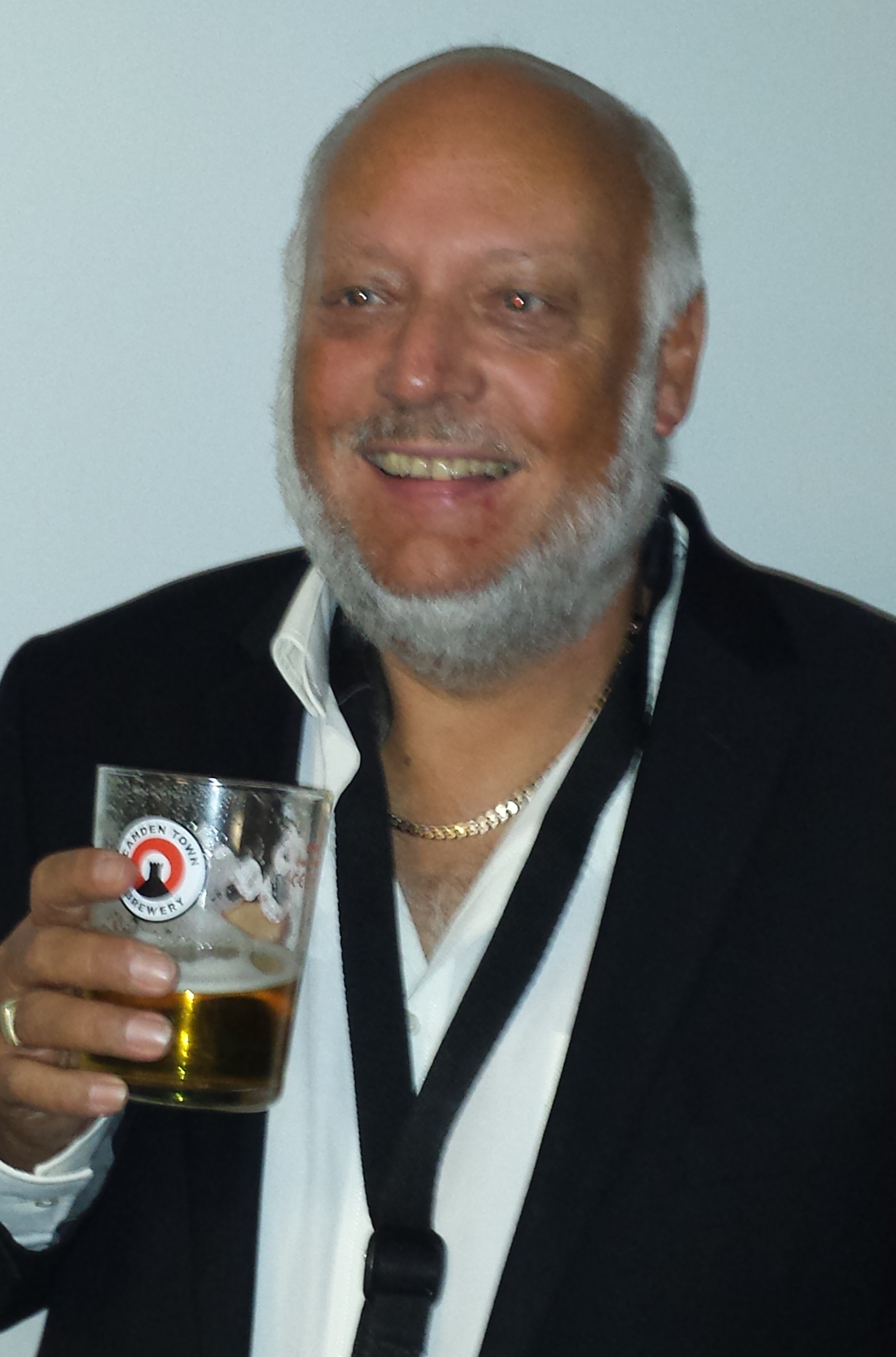
Pete Allen in 2020

Pete Allen (Newbury, 23 november 1954) is een Brits dixieland-klarinettist, saxofonist, bandleider en zanger.
Allen werkte vanaf 1976 met Rod Mason en formeerde twee jaar later, in oktober 1978, zijn eigen groep. Hij speelde op radio en televisie en onder meer in New Orleans en St. Louis. Hij werkte met onder andere Peanuts Hucko, Bud Freeman, Bob Wilbur, Marty Grosz en Billy Butterfield en speelde bijvoorbeeld in de Top 8 Band en de Philips World Stars Jazz Band. Hij treedt regelmatig op met de Deense Riverside City Jazz Band. Allen presenteerde ruim vijf jaar een jazz-programma op de BBC.

## Discografie (selectie)
- 30 Years On, Black Lion, 2008